# Dosrius
Dosrius és un municipi de muntanya de la comarca del Maresme.
Està situat a la capçalera de la riera d'Argentona (dita allí de Dosrius), en el límit amb el Vallès Oriental. El municipi està format pels nuclis de Dosrius, Canyamars i Can Massuet-El Far.
Els diumenges hi té lloc el mercat setmanal.
| Entitat de població          | Habitants (2024) |
| Can Massuet del Far i el Far | 3.062            |
| Dosrius                      | 1.767            |
| Canyamars                    | 1.323            |
| Font: Idescat                |                  |

## Història
Si bé el topònim del municipi apareix documentat per primer cop el 963 com a Duos Rios, diversos descobriments arqueològics ja han demostrat presència de població durant el Paleolític, així com posteriorment de nuclis ibers. També hi ha constància arqueològica de la presència romana (sitges i tombes),i que a l'ermita de Sant Llop hi acamparen durant les incursions carolíngies. El Castell de Dosrius, un del més antics de Catalunya, esdevé un enclavament estratègic a l'edat mitjana, i allotja la nissaga dels Dosrius (s.XI - finals s. XIII), els Castellà (finals s.XIII - XV) i els Sentmenat (s.XVI - XX).

### L'explotació de l'aigua
L'explotació comercial dels aqüífers de Dosrius fou un dels fets més destacats de la segona meitat del segle xviii. La companyia Palau, García y Compañía inicià una explotació que passaria el 1867 a la Compagnie des Eaux de Barcelone, aleshores de capital belga, que portaria l'aigua fins a Barcelona, mitjançant 22 viaductes i 47 túnels que omplien el dipòsit de la Torre de les Aigües, a l'Eixample.
L'any 1868 es va construir la carretera d'Argentona a Dosrius, l'any 1900 es va fer la Dosrius-Llinars del Vallès, i entre 1914 i 1917 es va construir la carretera de Dosrius a Canyamars.
Fins ben entrat el segle xx, Dosrius va seguir sent un municipi eminentment agrícola, que havia patit la crisi del camp amb el canvi de segle, i que dins la comarca tenia un paper econòmic marginal. L'electricitat hi va arribar a partir de 1923.
Amb l'arribada de la Dictadura de Primo de Rivera, el 2 d'octubre de 1923 els militars van destituir els regidors i l'alcalde Joan Pibernat, que va ser substituït per Isidre Bonamusa. Abans de la Guerra Civil, el centre-dreta va imposar-se en les diferents eleccions celebrades a Dosrius. Així, en les eleccions municipals catalanes de 1934, la Lliga Catalana va guanyar al municipi amb el 58,35% dels vots., essent elegit alcalde Salvador Claus Bonamusa.

### La Guerra Civil a Dosrius (1936-1939)
Amb el cop d'estat feixista del 18 de juliol, a Dosrius es va contituïr un Comitè de Salut Pública amb la finalitat de mantenir l'ordre, compost (de manera atípica a la comarca) per regidors de la Lliga com el propi alcalde Salvador Claus Bonamusa o Joan Pinós Nogueras, així com militants d'organitzacions d'esquerres, entre els quals Esteve Albert i Corp, que estava presidit per Jaume Bonamusa i Claus (Aiandro), de la Unió de Rabassaires i la CNT. Per evitar la intervenció d'elements estranys al poble, els membres del comitè van actuar com un comitè revolucionari, arribant a fer un simulacre d'incendi de l'església. Les pressions sobre el Comitè van acabar portant a l'expulsió dels representants de la dreta, moment en què passà a estar presidit per Jaume Ninet Pujol, de la CNT. Va ser aleshores quan el Comitè de Dosrius va rebre les peticions i greuges del Comitè de Canyamars, per a organitzar-se com a sub-municipi. Malgrat un clima força tranquil amb relació a la resta de la comarca, el 21 de juliol de 1936 va ser saquejada l'església de Dosrius, així com l'església del Far i la Capella de Sant Llop. Dos dies més tard varen cremar la Torre de Fusta del Comte de Bell-lloc. El 18 d'octubre de 1936 es va constituir el nou Ajuntament que havia de rellevar el Comitè, amb Jaume Ninet d'alcalde. La descomposició del govern local va portar a la Generalitat de Catalunya a nomenar el comissari i ex-alcalde mataroní Josep Abril i Argemí per exercir les funcions d'alcalde de Dosrius, càrrec que ocupà fins a la fi del conflicte, quan va ser detingut, jutjat i executat al Camp de la Bota El 7 de febrer de 1939, el General en Cap de l'Exèrcit del Nord va nomenar un nova gestora municipal encapçalada per Salvador Claus Bonamusa.

### 1940-1977
El 19 d'abril de 1946 el Front Nacional de Catalunya va celebrar clandestinament a Can Batlle, aleshores casa d'Esteve Albert, la seva primera conferència política.
El 1955 la instal·lació de la fàbrica de Manufacturas Cañamás (anomenada popularment La Tortuga), suposà l'inici de l'arribada d'empreses tèxtils al municipi.
Els anys seixanta i setanta Dosrius va ser l'escenari de la construcció diverses urbanitzacions, que han marcat fortament la idiosincràsia del municipi, entre les quals La Esmeralda en terrenys d'El Far, del 1968, que amb el temps s'anomenaria Can Massuet del Far i esdevindria l'entitat més poblada de Dosrius.

### 1978-2019
Després de la transició, el convergent Lluís Homs va assolir l'alcaldia entre 1982 i 1995, fins que fou rellevat pel socialista Josep Jo. L'any 2001 una moció de censura va situar temporalment el regidor d'ERC Isidoro Hernanz a l'alcaldia, tot i que una segona moció de censura va tornar a fer Josep Jo alcalde. A partir de 1995, l'entrada en funcionament de l'autovia Mataró-Granollers va millorar les comunicacions de Dosrius amb les poblacions del Maresme i el Vallès. L'any 2007 la Generalitat va realitzar una millora de la carretera B-510 entre la sortida de la C-60 i el nucli de Dosrius.
Des de les eleccions municipals de 1999, el PSC ha estat la força més votada a Dosrius, i només un pacte d'ERC amb dos partits locals després de les eleccions de 2015 va suposar l'arribada del republicà Marc Bosch a l'alcaldia i la fi dels mandats de Josep Jo. L'any 2017, la celebració del Referèndum de l'1 d'octubre va suposar dures càrregues per part de la Guàrdia Civil a Dosrius i Canyamars, així com la investigació a l'alcalde Marc Bosch i el regidor Eduard Garcia per resistència greu a l'autoritat.
Després de les eleccions de 2019, Junts per Catalunya va donar suport a l'elecció de la socialista Silvia Garrido, la primera alcaldessa de la història de Dosrius.
L'Arxiu Històric Municipal publica la revista Duos Rios.

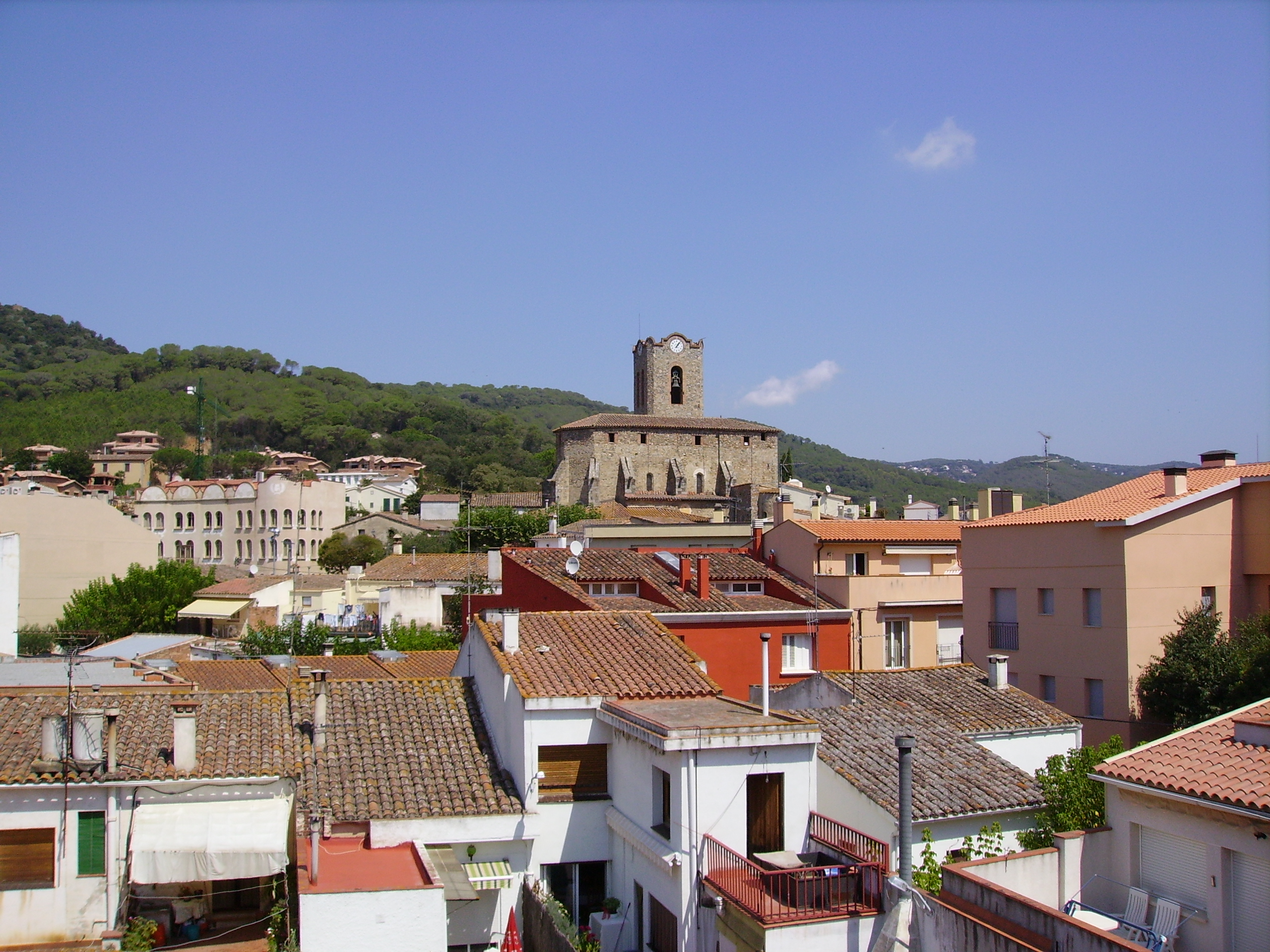
Vista

## Geografia
- Llista de topònims de Dosrius (Orografia: muntanyes, serres, collades, indrets..; hidrografia: rius, fonts...; edificis: cases, masies, esglésies, etc).

### Límits
Els límits del terme municipal són:
| Llinars del Vallès | Vilalba Sasserra | Vallgorguina              |
| La Roca del Vallès |                  | Arenys de Munt            |
| Argentona          | Mataró           | Sant Andreu de Llavaneres |

### Demografia
| 1497 f | 1515 f | 1553 f | 1717 | 1787 | 1857  | 1877  | 1887 | 1900 | 1910 |
| ------ | ------ | ------ | ---- | ---- | ----- | ----- | ---- | ---- | ---- |
| 30     | -      | 63     | 439  | 529  | 1.152 | 1.187 | 995  | 872  | 943  |

| 1920 | 1930 | 1940 | 1950 | 1960 | 1970 | 1981 | 1990  | 1992  | 1994  |
| ---- | ---- | ---- | ---- | ---- | ---- | ---- | ----- | ----- | ----- |
| 871  | 894  | 862  | 921  | 886  | 767  | 733  | 1.260 | 1.486 | 1.486 |

| 1996  | 1998  | 2000  | 2002  | 2004  | 2006  | 2008  | 2010  | 2012  | 2014  |
| ----- | ----- | ----- | ----- | ----- | ----- | ----- | ----- | ----- | ----- |
| 2.269 | 2.538 | 2.846 | 3.293 | 3.762 | 4.469 | 4.869 | 5.010 | 5.176 | 5.137 |

| 2016  | 2018  | 2020  | 2022  | 2024  | 2026 | 2028 | 2030 | 2032 | 2034 |
| ----- | ----- | ----- | ----- | ----- | ---- | ---- | ---- | ---- | ---- |
| 5.154 | 5.281 | 5.652 | 5.710 | 6.142 | -    | -    | -    | -    | -    |

## Edificis i espais d'interès
- Castell de Dosrius
- Ermita de Sant Llop (segle xvi)
- Església de Sant Andreu el Far (segle xvii)
- Església de Sant Esteve de Canyamars, gòtic (segle x)
- Església de Sant Iscle i Santa Victòria (segle xvi), d'estil gòtic i campanar de torre quadrada.

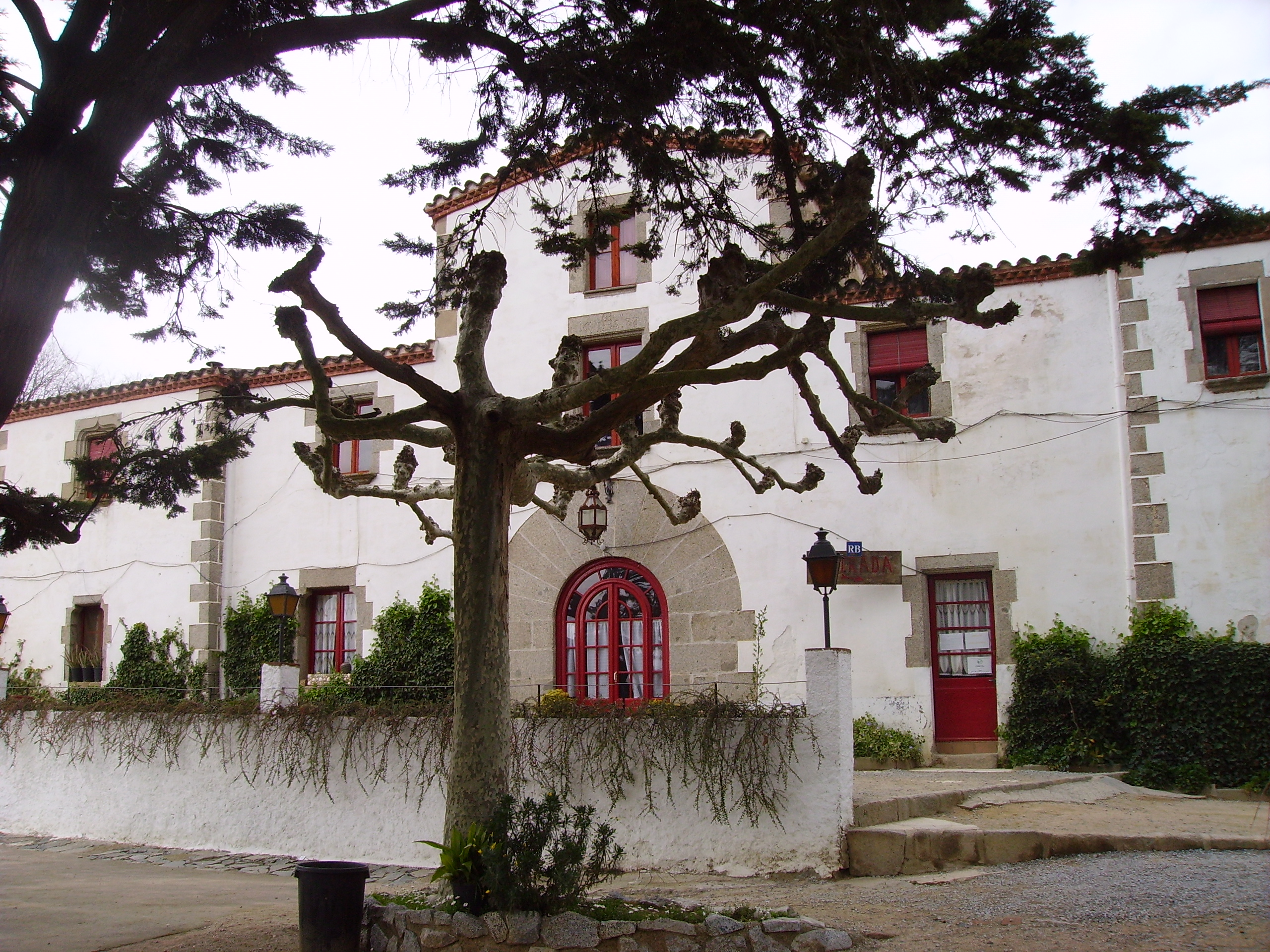
Can Batlle

- Pou de glaç de Canyamars
- Santuari del Corredor (segle xvi)
- Torre de les Aigües
- Safareig del Comú
- Cova sepulcral de Can Martorell
- Can Net

## Dosriuencs cèlebres
- Esteve Albert i Corp (Escriptor i polític).
- Joan de Canyamars (Pagès remença que atemptà contra Ferran el Catòlic a Barcelona).